# Stephanus Schoeman
Stephanus Schoeman (Oudtshoorn, 15 maart 1810 – Pretoria, 19 juni 1890) was van 6 december 1860 tot 17 april 1862 waarnemend president van de Zuid-Afrikaansche Republiek (Transvaal). Hij wordt beschreven als "een van de kleurrijkste figuren uit de vroege Transvaalse geschiedenis." Zijn bijnaam was de Stormvogel van het Noorden.

## Levensloop
Schoemans stamvader in Zuid-Afrika kwam uit Kreis Dithmarschen in Sleeswijk-Holstein. Op jongvolwassen leeftijd maakte hij de Grote Trek mee en vocht hij met Andries Pretorius in de Slag bij Bloedrivier. Een van de drie kanonnen die bij de slag gebruikt werden, genaamd Ou Grietjie, was eigendom van Schoeman.
In 1847 vestigde Schoeman zich in Potchefstroom. Na de dood van commandant-generaal Piet Potgieter in 1854 werd Schoeman de nieuwe commandant-generaal van de Republiek Zoutpansberg. Hij vestigde zich in Zoutpansbergdorp, dat hij in 1855 naar zichzelf hernoemde: Schoemansdal. Schoeman werd in 1858 door de Volksraad verkozen tot commandant-generaal van Transvaal. Dit was echter in strijd met de grondwet, waarin stond vastgesteld dat de commandant-generaal door het volk verkozen moest worden. Schoeman weigerde aanvankelijk, maar ging uiteindelijk toch overstag.

### Burgeroorlog
Nadat de Transvaalse president Marthinus Wessel Pretorius ook gekozen werd tot staatspresident van Oranje Vrijstaat, liet de Volksraad dit niet toe. Na zes maanden werd Pretorius' voorzitterschap opgeschorst en werd hij vervangen door Johannes Hermanus Grobler. Schoeman leidde een opstand tegen Grobler en nam hierna zijn plaats in.
De Volksraad was niet gediend van Schoemans onconstitutionele overname van het leiderschap en onder leiding van raadslid Paul Kruger werd Schoeman afgezet waarna hij werd opgevolgd door Willem Cornelis Janse van Rensburg. Schoemans verzet tegen de regering leidde tot de Transvaalse Burgeroorlog. Schoeman werd schuldig bevonden aan rebellie en uit het land verbannen, waarna hij toevlucht zocht in de Oranje Vrijstaat. Na een verloren veldslag bij de Krokodilrivier 1864 werd de strijdbijl begraven en werd Schoemans verbanning opgeheven.

### Latere leven
Schoeman werd diplomaat in Zoutpansberg en overleed in 1890 in Pretoria.